# Ben E. King
Benjamin Earl King (nascido Benjamin Earl Nelson; Henderson, 28 de setembro de 1938 – Hackensack, 30 de abril de 2015) foi um cantor de soul e R&B e produtor musical estadunidense. Ele é mais conhecido por ser o cantor e compositor de "Stand by Me"—top 10 nos Estados Unidos tanto em 1961, quanto em 1986 (quando foi usada como tema do filme de mesmo nome), número um no Reino Unido em 1987, e número 25 na lista de Canções do Século da Recording Industry Association of America—e por ter sido um dos principais integrantes do grupo The Drifters, sendo vocalista principal em alguns de seus maiores sucessos, como o single "Save the Last Dance for Me".

## Biografia
Ben E. King começou como cantor de soul no início dos Anos 60. Em 1958, Ben Nelson juntou-se a um grupo de "doo wop" chamado "The Five Crowns". Mais tarde, naquele ano, o agente do "The Drifters" despediu todos os membros e trocou-os pelo pessoal do "The Five Crowns". Nelson ajudou a escrever "There Goes My Baby", o primeiro sucesso dessa nova versão dos "The Drifters". Também fez o vocal solo em "Save the Last Dance for Me", uma canção escrita por Doc Pomus e Mort Shuman. Cantou, também, em "Dance With Me", "This Magic Moment", "I Count the Tears" e "Lonely Winds". Ben E. King gravou dez canções com o "The Drifters".
Em 1960, ele deixou o "The Drifters" após não ter conseguido um aumento de salário. Neste ponto ele assumiu o nome de Ben E. King em preparação para a carreira solo. Permanecendo na Atlantic Records, King acertou em seu primeiro sucesso com estilo: a balada "Spanish Harlem" (1961). "Stand by Me" foi sua próxima gravação. Escrita por King junto com Jerry Leiber e Mike Stoller, "Stand by Me" foi votada com uma das Canções do Século pela "Recording Industry Association of America".
"Stand by Me" e "Spanish Harlem" foram nomeadas como duas das "500 Canções que Moldaram o Rock and Roll" pelo "Rock and Roll Hall of Fame" e, ambas, ganharam um "Grammy Hall of Fame Award".
Seus outros clássicos são "Don't Play That Song (You Lied)" (que foi regravada por Aretha Franklin), "Love", "Seven Letters", "How Can I Forget", "On the Horizon", "Young Boy Blues", e outras.
As gravações de King continuaram indo bem até 1964. As bandas pop inglesas começaram a dominar o cenário musical, mas King continuou a fazer sucesso no "R&B". No verão de 1963, Ben E. King colocou uma canção entre as 30 mais: a poderosa "I (Who Have Nothing)", (essa até o Status Quo regravou). Outros sucessos foram: "What is Soul?" (1967), "Supernatural Thing, part 1" (1975), e a reedição, em 1986, de "Stand by Me", que foi parte da trilha-sonora do filme com o mesmo nome, chamado, no Brasil, de "Conta Comigo" (filme baseado no conto "The Body" de Stephen King).
Em 1998, gravou um álbum infantil intitulado "I Have Songs In My Pocket", escrito e produzido por Bobby Susser, o qual ganhou um prêmio "Best Vacation Products Award For Children". Em 2007, King apresentou "Stand By Me" no programa "Late Show with David Letterman". Ahmet Ertegün disse que King tem uma das grandes vozes na história do Soul.
Até a sua morte, King trabalhava em sua fundação: a "Stand By Me Foundation".

### Morte
Ben E. King morreu no dia 30 de abril de 2015, aos 76 anos, de aterosclerose coronariana.

## Discografia

### Álbuns
- Spanish Harlem (1961, Atco) US: #57 UK: #30
- Ben E. King Sings for Soulful Lovers (1962)
- Don't Play That Song! (1962)
- Young Boy Blues (1964)
- Ben E. King's Greatest Hits (1964)
- Seven Letters (1965)
- What Is Soul  (1967)
- Rough Edges (1970, Maxwell)
- The Beginning of It All (1972, Mandala)
- Supernatural (1975, Atlantic) US: #39
- I Had a Love (1976)
- Rhapsody (1976)
- Let Me Live in Your Life (1978)
- Music Trance (1980)
- Street Tough (1980)
- Save the Last Dance for Me (1987, EMI-Manhattan)
- Stand by Me: The Ultimate Collection (1987, Atlantic) UK: #14
- What's Important to Me (1991, Ichiban)
- Anthology (1993, Rhino)
- Shades of Blue (1993, Half Note)
- I Have Songs in My Pocket (1998, Bobby Susser)
- The Very Best of Ben E. King (1998, Rhino) UK: #15
- Eleven Best (2001, Cleopatra)
- Person To Person: Live At The Blue Note (2003, Half Note)
- Soul Masters (2005, Digital Music Group)
- I've Been Around (2006, True Life)
- Love Is Gonna Get You (2007, Synergy)
- Heart & Soul (2010–2011, CanAm Records)

### Outros Álbuns
- Benny & Us (1977) US: #33 [King guest starred on an album by the Average White Band]
- The Atlantic Family Live in Montreux (1977) [A recording involving the Average White Band and other artists]
- Soul Meeting (1968) [as a member of the Soul Clan]

### Canções (Singles) com The Drifters
- "There Goes My Baby" (1959) R&B: #1 US: #2 with The Drifters
- "Oh My Love (1959) with The Drifters
- "Dance With Me" (1959) R&B: #2 US: #15 UK: #17 with The Drifters
- "This Magic Moment" (1960) R&B: #4 US: #16 with The Drifters
- "Lonely Winds" (1960) R&B: #9 US: #54 with The Drifters
- "Save The Last Dance For Me" (1960) R&B: #1 US: #1 UK: #2 with The Drifters
- "Nobody But Me" (1960) with The Drifters
- "I Count the Tears" (1960) US: #17 UK: #28 with The Drifters
- "Sometimes I Wonder" (1962) with The Drifters

### Canções Solo (Solo Singles)
- "Brace Yourself (1960, Atco)
- "Show Me the Way" (1960, Atco)
- "A Help Each Other (1960, Atlantic) with Lavern Baker
- "How Often" (1960, Atlantic) with Lavern Baker
- "Spanish Harlem (1961, Atco) R&B: #15 US: #10
- "First Taste of Love" (1961) US: #53 UK: #27 (b-side of "Spanish Harlem")
- "Stand by Me" (1961) R&B: #1 US: #4 UK: #27
- "Amor" (1961) R&B: #10 US: #18 UK: #38
- "Young Boy Blues" (1961) US: #66
- "Here Comes the Night" (1961) US: #81 (b-side of "Young Boy Blues")
- "Ecstasy" (1962) US: #56
- "Don't Play That Song (You Lied)" (1962) R&B: #2 US: #11
- "Auf Wiedersehen, My Dear (1962)
- "Too Bad" (1962) US: #88
- "I'm Standing By" (1962) US:#111
- "Tell Daddy" (1962) US:#122 R&B: #29
- "How Can I Forget" (1963) R&B: #23 US: #85
- "I (Who Have Nothing)" (1963) R&B: #16 US: #29
- "I Could Have Danced All Night" (1963) US: #72
- "What Now My Love" US:#102(1964)
- "That's When It Hurts" (1964)
- "What Can A Man Do" (1964) US:#113
- "It's All Over" (1964) US: #72
- "Around The Corner" (1964) US:#125
- "Seven Letters" (1965) R&B: #11 US: #45
- "The Record (Baby I Love You)" (1965) Pop: #84
- "She's Gone Again" (1965) US:#128
- "Cry No More" (1965)
- "Goodnight My Love" (1965) US: #91
- "So Much Love" (1966) US: #96
- "Get In a Hurry" (1966)
- "I Swear By Stars Above" (1966) R&B: #35 (b-side of "Get in a Hurry")
- "They Don't Give Medals to Yesterday's Heroes" (1966)
- "What Is Soul?" (1966) R&B: #38 (b-side of "They Don't Give...")
- "A Man Without a Dream (1967)
- "Tears, Tears, Tears" (1967) R&B: #34 US: #93 (b-side of "A Man Without...")
- "Katherine" (1967)
- "Don't Take Your Sweet Love Away" (1967) R&B: #44
- "We Got a Thing Goin' On" (1968) with Dee Dee Sharp US:#127
- "Don't Take Your Love from Me" (1968) US:#117
- "Where's the Girl" (1968)
- "It Ain't Fair" (1968)
- "Til' I Can't Take It Anymore" US:#134
- "Hey Little One" (1969)
- "I Can't Take It Like a Man" (1970, Maxwell)
- "Take Me to the Pilot" (1972, Mandala)
- "Into the Mystic" (1972)
- "Spread Myself Around" (1973)
- "Supernatural Thing, Part 1" (1975, Atlantic) R&B: #1 US: #5
- "Do It in the Name of Love" (1975) R&B: #4 US: #60
- "We Got Love" (1975)
- "I Had a Love" (1975) R&B: #23 (b-side of "We Got Love")
- "I Betcha you Didn't Know" (1976)
- "Get It Up" (1977) with Average White Band
- "A Star in the Ghetto" (1977) R&B: #25 with Average White Band
- "Fool for You Anyway" (1977) with Average White Band
- "I See the Light" (1978)
- "Fly Away to My Wonderland" (1978)
- "Music Trance" (1979) R&B: #29
- "Street Tough" (1981)
- "You Made the Difference in My Life" (1981)
- "Stand By Me [re-issue]" (1986) US: #9 UK: #1
- "Spanish Harlem [re-issue]" (1987)
- "Save the Last Dance for Me" [re-recorded] (1987, EMI-Manhattan) UK: #69
- "What's Important to Me" (1991, Ichiban)
- "You've Got All of Me" (1992)
- "You Still Move Me" (1992)
- "4th of July" (1997, Right Stuff)